# Bewegung für eine Neue Kultur
Die Neue-Kultur-Bewegung (chinesisch 新文化運動 / 新文化运动, Pinyin Xīn Wénhuà Yùndòng) war eine soziale Bewegung in der Republik China der 1910er und 1920er Jahre mit dem Ziel der Schaffung einer neuen auf globalen und westlichen Standards wie Demokratie und Wissenschaftlichkeit basierenden Kultur.
Die Bewegung für eine Neue Kultur entwickelte sich im Zusammenhang mit der Desillusionierung über die traditionelle chinesische Kultur und infolge der Enttäuschung über die Fehlentwicklungen in der 1912 gegründeten chinesischen Republik. Hauptvertreter der Bewegung wie Chen Duxiu, Cai Yuanpei, Li Dazhao, Lu Xun und Hu Shi hatten eine klassisch-konfuzianische Ausbildung genossen, sahen in dieser aber ein Haupthindernis für die als notwendig erachtete Modernisierung Chinas. 
Sie setzten sich ein für:
- die Revision antiker Klassiker mit Hilfe moderner textueller und kritischer Methoden
- die Schaffung mundartlicher Literatur
- die Abschaffung konfuzianisch-patriarchaler Familienstrukturen, individuelle Befreiung und die Emanzipation der Frau
- die Anerkennung der Tatsache, dass China lediglich eine Nation unter vielen sei und nicht das in alle Himmelsrichtungen ausstrahlende Zentrum aller Zivilisation
- demokratische und egalitäre Werte
- im Denken eine generelle Orientierung an der Zukunft statt an der Vergangenheit

Die politischen Aspekte der Bewegung kristallisierten sich ab 1919 in der Bewegung des Vierten Mai.